# Amy Rutberg
Amy Lauren Ruth Rutberg (nascida em 11 de novembro de 1981) é uma atriz americana. Ela é mais conhecida por seu papel como Marci Stahl na série da Netflix, Daredevil.

## Início da vida
Nascida em Los Angeles, Rutberg ficou interessada em atuar ainda jovem, depois de assistir a uma produção de Peter Pan, de que ela foi "levada gritando...porque ela estava certa de que Peter voltaria para levá-la a Terra do Nunca". Rutberg teve uma infância muito precoce, ela se limitou a estudar muito e aos quatorze anos de idade frequentou a Citrus College. Ela se transferiu para a Universidade da Califórnia, em Los Angeles, onde ela continuou a estudar outras disciplinas, como direito. Depois de fazer dezessete anos, ela conseguiu um agente e decidiu prosseguir atuando.

## Carreira
Rutberg começou a fazer participações em séries como Blindspot, NCIS: New Orleans, The Black List, Elementary e Taken.
Em 2015, Rutberg fez sua estréia em Daredevil como Marci Stahl, namorada de Foggy Nelson. Depois de ter seu primeiro filho, Rutberg foi a uma audição para um misterioso papel que ela não achava que iria ficar. Tudo o que ela sabia era que o personagem foi chamado de Marci e que ela tinha "uma boa conexão com ela". Ela finalmente recebeu uma ligação dizendo, "Ei, parece que você pode reservar esse trabalho, você está pronta para a aprovação final. A propósito, é a primeira série da Marvel com a Netflix, Daredevil." Rutberg estava tão animada que perguntava constantemente a Joe Quesada quando Marci faria uma aparição. Marci só deveria aparecer em um episódio, ela em vez de ser um personagem recorrente nas três primeiras temporadas, teve aparições nas temporadas consecutivas e uma aparição em The Defenders.
Em 2018, Rutberg se juntou ao elenco da série da ABC, reboot da série de Blaxploitation,  Get Christie Love!.

## Vida pessoal
Amy Rutberg é casada e tem um filho.

## Filmografia
| Ano           | Título                               | Função                          | Notas                                                |
| ------------- | ------------------------------------ | ------------------------------- | ---------------------------------------------------- |
| 1997          | Sports Theater with Shaquille O'Neal |                                 | Episódio "Broken Record"                             |
| 1997          | Pacific Blue                         | Amy Jorgenson                   | Episódio: "Ties That Bind"                           |
| 2005          | Everwood                             | Sarah                           | Episódio: "A Mountain Town"                          |
| 2006          | As the World Turns                   | Enfermeira                      | 1 episódio                                           |
| 2008          | Recount                              | Clark Centro Instigador         | Filme para TV                                        |
| 2008          | Law & Order                          | Courtney                        | Episódio: "Misbegotten"                              |
| 2009          | Jake and Amir                        | Amanda                          | Web série, 3 episódios                               |
| 2009          | The Unusuals                         | Roxanne Tate                    | Episódio: "One Man Band"                             |
| 2009          | Law & Order: Criminal Intent         | Emma Cohen                      | Episódio: "Passion"                                  |
| 2010          | Law & Order                          | Megan Kerik                     | Episódio: "Blackmail"                                |
| 2013          | Murder in Manhattan                  | Maria Barket                    | Piloto                                               |
| 2014          | The Actress                          | Kate                            | Episódio: "Kate"                                     |
| 2014          | Alpha House                          | Melanie Saks                    | Episódio: "The Retreat"                              |
| 2015          | The Good Wife                        | Rebecca Smercornish             | Episódio: "Open Source"                              |
| 2015          | Karl Manhair, Postal Inspector       | Amy / Delores Laramie           | Web série, Recorrente                                |
| 2015–presente | Daredevil                            | Marci Stahl                     | Recorrente (temporadas 1, 3) Convidado (temporada 2) |
| 2016          | Elementary                           | Nicole Slater                   | Episódio: "Down Whre the Dead Delight"               |
| 2017          | Beerfest                             | Angie                           | TV minissérie, elenco Principal                      |
| 2017          | Bull                                 | Abigail Walsh                   | Episódio: "The Fall"                                 |
| 2017          | The Black List                       | Annie Kaplan                    | Episódio: "Requiem"                                  |
| 2017          | Marvel's, The Defenders              | Marci Stahl                     | Episódio: "Mean Right Hook"                          |
| 2017          | Blindspot                            | Marci Estande                   | Episódio: "Enemy Bag of Tricks"                      |
| 2018          | NCIS: New Orleans                    | Megan Sutter/Anjo               | Papel recorrente                                     |
| 2018          | Pinkalicious & Peterrific            | Dr. Wink (voz)                  | Episódio: "Fairy House/Pinkabotta & Peterbotta"      |
| 2018          | Taken                                | Anna Warren                     | Episódio: "Charm School"                             |
| 2018          | Get Christie Love!                   | Danielle "Prata Manicure" Moran | Piloto                                               |

| Ano  | Título           | Papel         | Notas                             |
| ---- | ---------------- | ------------- | --------------------------------- |
| 2009 | Sucker Punch     | Pauline       | Curta-metragem                    |
| 2010 | Inside Out       | Brook Price   | Curta-metragem                    |
| 2013 | Refuge           | Nell          | Também conhecido como The Mansion |
| 2014 | The Opposite Sex | Regina        | Não creditada                     |
| 2016 | Hard Sell        | Vet Susan     |                                   |
| 2017 | Rebel in the Rye | Betsy Hopkins |                                   |
| 2018 | Accommodations   | Claudia       |                                   |

| Ano  | Título                | Papel          |
| ---- | --------------------- | -------------- |
| 2011 | Saints Row: The Third | Vozes da Rádio |